# Saint-Vincent (Górna Loara)
Saint-Vincent – miejscowość i gmina we Francji, w regionie Owernia-Rodan-Alpy, w departamencie Górna Loara.
Według danych na rok 1990 gminę zamieszkiwało 806 osób, a gęstość zaludnienia wynosiła 40 osób/km² (wśród 1310 gmin Owernii Saint-Vincent plasuje się na 279. miejscu pod względem liczby ludności, natomiast pod względem powierzchni na miejscu 448.).